# Freissinières
Freissinières település Franciaországban, Hautes-Alpes megyében. Lakosainak száma 189 fő (2022. január 1.). Freissinières L’Argentière-la-Bessée, Champcella, Champoléon, Châteauroux-les-Alpes, Orcières és La Roche-de-Rame községekkel határos.

## Népesség
A település népességének változása:
| Lakosok száma | 216  | 172  | 167  | 183  | 205  | 208  | 210  | 217  | 205  | 189  |
|               | 1968 | 1982 | 1990 | 2006 | 2013 | 2015 | 2017 | 2019 | 2020 | 2022 |